# Линяння
Линя́ння (лат. vernatio) — періодичне оновлення зовнішніх покривів (луски, шерсті, пір'я, рогів тощо) у тварин.

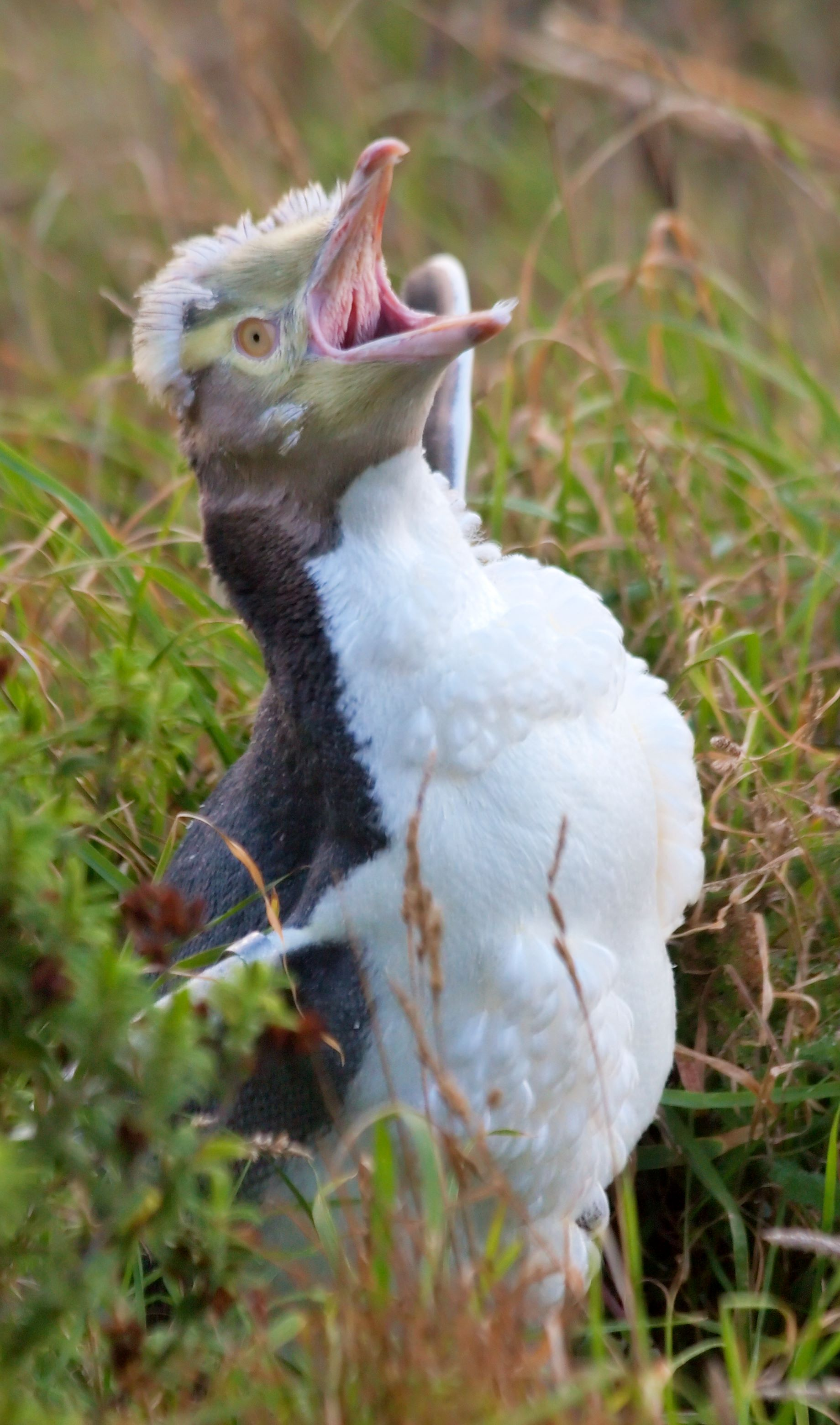
Жовтоокий пінгвін в процесі линяння

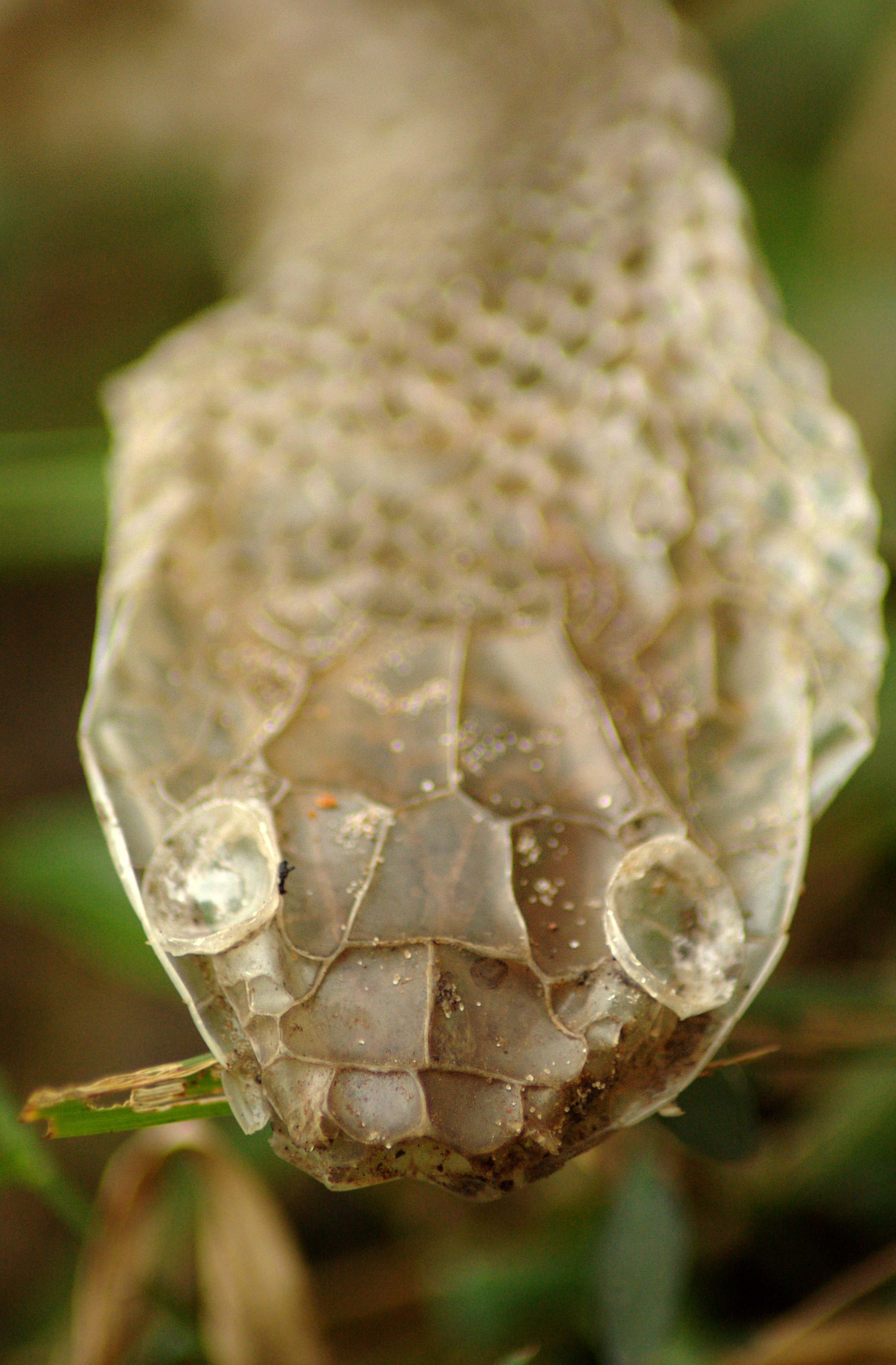
Скинуті в результаті линяння покриви змії

Розрізняють вікове (ювенільне), сезонне (періодичне) і перманентне (постійне) линяння. Перше відбувається протягом перших місяців життя, друге − у певні сезони року, третє − цілорічно.
Линяння властиве членистоногим, плазунам, птахам, ссавцям тощо.
Серед безхребетних типове линяння відбувається у нематод, головохоботних, членистоногих та близьких до них груп. У більшості цих тварин линяння регулюється гормоном екдізоном. У цих груп линяння полягає у скиданні кутикули. Перед линянням внутрішні шари старої кутикули розчиняються, а нижче неї клітини гіподерми декретують нову кутикулу. Після линяння тварина швидко збільшується у розмірах (зазвичай шляхом поглинання води, або «надування» повітрям до затвердіння нової кутикули, після чого ріст припиняється до наступного линяння (періодичний ріст).
У нематод линяють личинки (зазвичай наявні чотири личинкові стадії). У більшості груп членистоногих (ракоподібні, павуки тощо) линяння та ріст продовжуються протягом усього життя.

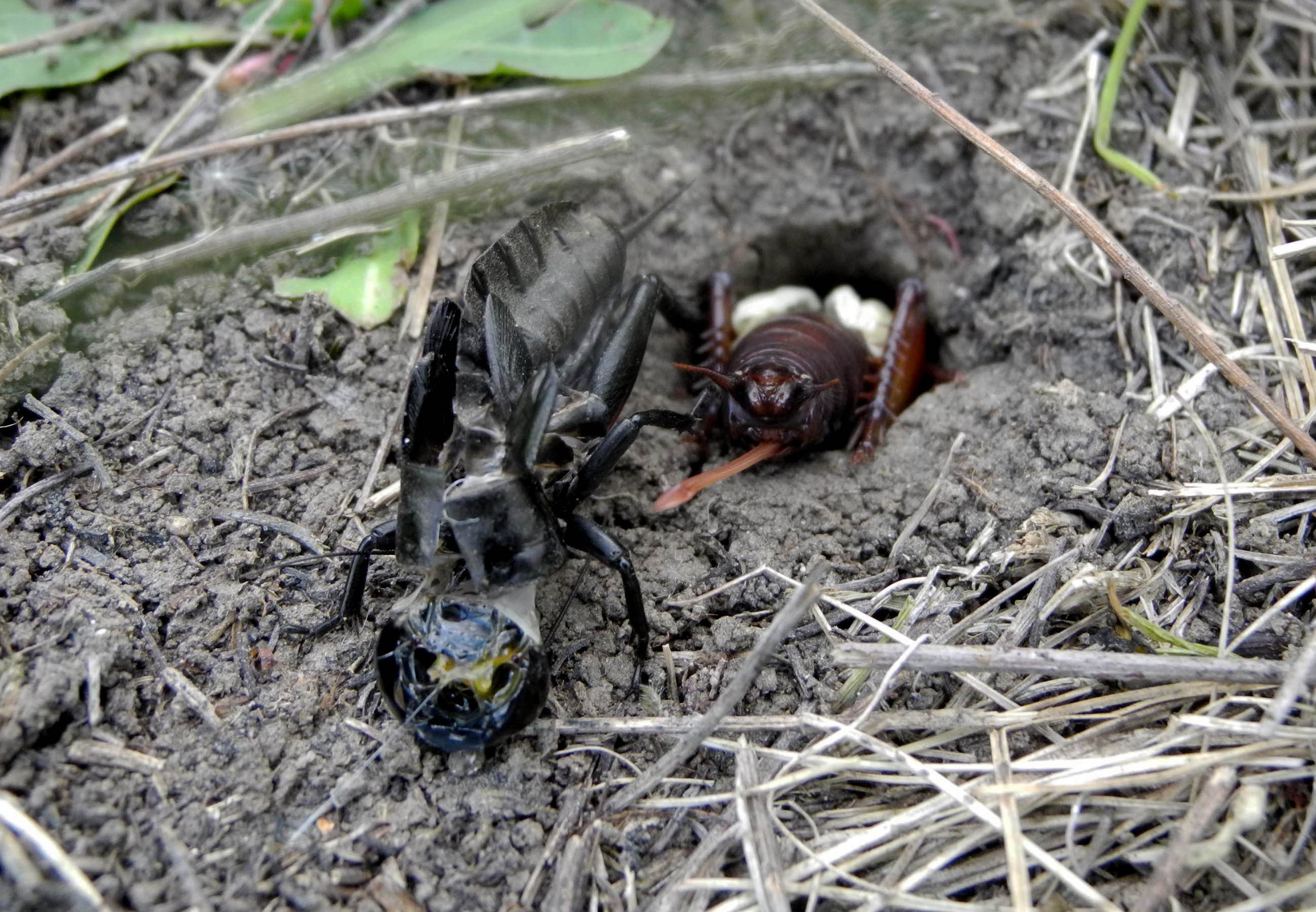
Результат линяння цвіркуна (Gryllus)

Линяння у комах, як правило, багаторазове на стадії личинки; у комах з повним перетворенням під час останнього линяння личинка перетворюється на лялечку, а після скидання покривів лялечки комаха перетворюється на дорослу форму − імаго. У комах з неповним перетворенням під час останнього линяння личинка перетворюється на імаго (тільки в одноденок наявна крилата стадія субімаго, яка перед перетворення на дорослу комаху линяє ще раз). Дорослі комахи не ростуть та не линяють.
Шкірочка, що скидається з тіла носить назву екзувій.
У членистоногих відбувається линяння хітинового покриву, що забезпечує можливість продовження їх росту.
У земноводних і плазунів під час линяння відбувається зміна верхніх шарів шкіри в міру їхнього зроговіння і зношування.
При линянні птахів і ссавців змінюється оперення, волосяний покрив і весь зовнішній покрив шкіри; відбувається також зміна голок, рогів, копит тощо.